# London-Heathrow-i repülőtér
A London-Heathrow-i repülőtér (angolul London Heathrow Airport) (IATA: LHR, ICAO: EGLL) vagy csak röviden Heathrow Nyugat-Londonban, Hillingdon kerületben fekszik. Az Egyesült Királyság elsődleges és legfontosabb repülőtere, a Londont és környékét kiszolgáló hat nemzetközi repülőtér közül pedig a legnagyobb (a következő Gatwick, majd Stansted, Luton, London-City és Southend).
Utasforgalmát tekintve a világ harmadik legforgalmasabb repülőtere, ugyanakkor nemzetközi forgalom tekintetében (átszálló utasokkal együtt) nagyobb forgalmú, mint a világ bármely más repülőtere. A Heathrow utasforgalom tekintetében az európai nemzetközi repülőterek élmezőnyében is első számú, míg gépmozgás (leszállások és felszállások összege egy adott időszakra vetítve) szempontjából a harmadik, szorosan a párizsi Charles de Gaulle és a Frankfurti repülőtér mögött.
2012-ben utasforgalma elérte a 70 037 417 főt, továbbá összesen 128 917 183 utas fordult meg a hat londoni repülőtéren, ezzel pedig a világ első számú nagyvárosi repülőtér-hálózata (azon repülőterek, melyek egy város és közvetlen környezetét szolgálják ki), közvetlenül New York előtt.
A repülőtér közvetlenül 76 600, közvetve 116 000 munkahelyet teremt, ezzel gazdasági szempontból rendkívüli fontossággal bír.
A repülőtér a Heathrow Airport Holdings (korábbi nevén British Airports Authority) tulajdonában van, az üzemeltetői jogokat is ez a vállalat gyakorolja. Ezen kívül a cég még további hat repülőteret irányít/tulajdonol az ország területén, saját maga pedig a FGP Topco Limited cégcsoport tulajdona.
Heathrow a British Airways és a Virgin Atlantic Airways központja.
London központjától 25 km-re nyugatra fekszik. Heathrow-nak két párhuzamos kifutópályája és öt terminálja van. Területe 12,4 km². A Terminal 5-öt II. Erzsébet hivatalosan 2008. március 24-én nyitotta meg, és 27-e óta látogathatja az utazóközönség is. A Terminal 2-t és a Queen's Buildinget kiváltó Heathrow East építése 2008 novemberében kezdődött el, és eredetileg 2012-re tervezték a befejezését, azonban ez a határidő 2014-re tolódott. 2007 és 2009 között a Terminal 3-at és 4-et átrendezték. 2007 novemberében tárgyalások kezdődtek egy újabb, harmadik kifutópálya helyéről, valamint a repülőtér kapacitásának növeléséről, amelyet az illetékes hatóságok előzetesen jóváhagytak. A jóváhagyást botrányok övezték, hiszen számtalan érdekképviseleti szerv, helyi lakosok, környezetvédők tiltakozása ellenére született a döntés. Végül, 2010-ben a Cameron-kormány megsemmisítette a határozatot. A téma azóta is heves viták tárgya, hiszen – mivel a statisztikák szerint kapacitása 99%-án üzemel – létfontosságú volna a repülőtér bővítése, azonban elhelyezkedése számtalan aggályt vet fel.
A Heathrow-i repülőtérnek P527 azonosítójú engedélye van, melynek alapján mind utasszállító, mind oktató gépek indítására és érkeztetésére alkalmas.

## Fekvése
A repülőtér Hayesben, Hillingdon kerületben van. London központjától és a Charing Crosstól 24 km-re nyugatra, Feltham, Harlington, Harmondsworth, Sipson és Hounslow városrészek sűrűn lakott övezetében található. Nyugaton az M25-ös autópálya választja el Berkshire megyétől.
Heathrow területe a TW (Hounslow) postai körzetbe esik, tehát a repülőtér irányítószáma TW-vel kezdődik: TW6 2GW.
Mivel Heathrow a város nyugati szélén fekszik, és a futópályák kelet-nyugat irányúak, amennyiben a szél nyugat felől fúj, úgy a repülőgépek a városközpont felől közelítik meg a repülőteret és a külvárosi kerületek fölött repülnek át. Ellenkező irányú szél esetén Windsor felől közelítenek a leszálláshoz.

### A legközelebbi metróállomások
- Piccadilly line: Hatton Cross metróállomás; Heathrow Terminal 4 metróállomás; Heathrow Terminal 5 metróállomás; Heathrow Terminals 2 & 3 metróállomás.

### A legközelebbi vasútállomások
- Ashford (Surrey) vasútállomás
- Egham vasútállomás
- Staines vasútállomás

## A repülőtér története
Heathrow az 1930-as években, Great Western Aerodrome néven kezdett működni. A Fairey Animation tulajdona volt, s legfőképpen tesztelésre használták. A terület ezt megelőzően a harmondsworthi anglikán lelkészé volt. Eleinte még nem volt kereskedelmi forgalom itt, akkor még a Croydon repülőtér volt London legforgalmasabb légikikötője.
1944-ben a repülőtér a Légügyi Minisztérium irányítása alá került. Harold Balfour légügyi miniszter-helyettes 1973-ban megjelent Wings over Westminster (Szárnyak a Westminster felett) című önéletrajzában elmondja, hogy szándékosan félrevezette a kormánybizottságot, hogy a repülőtér rekvirálása fontos a hosszú utakra is képes szállítórepülők indításához a Japán elleni háborúban. A Royal Air Force soha nem használta a repülőteret, és 1946. január 1-jén az irányítás visszakerült a Polgári Légi-közlekedési Minisztériumhoz. Az első járat még aznap elindult lisszaboni tankolással Buenos Airesbe.
A civil légi forgalom teljességgel május 31-én indult be, 1947-ben már három kifutópályája volt, és további hármat kezdtek építeni. Ezek a kifutópályák még rövidek és cikk-cakkosak voltak, hogy akármilyen szél mellett is le lehessen szállni. Az első lebetonozott részt 1953-ban II. Erzsébet adta át a forgalomnak. Szintén ő nyitotta meg 1955-ben az első terminálépületet, az Európa Terminált (ma Terminal 2). Nem sokkal ezután az Óceáni Terminált (ma Terminal 3) is megnyitották. Ekkor közvetlen helikopterjárat volt a terminál és London középső része között. A Terminal 1-et 1968-ban nyitották meg, és így teljes lett a ma is látható épületegyüttes.
1977-ben a London Undergroundot meghosszabbították a repülőtérig, így a légikikötő a Piccadilly line-on már egy óra alatt elérhetővé vált a központból. A Terminal 5-höz, annak 2008-as átadására egy újabb leágazást építettek.
A negyedik terminált a többitől odébb, a harmadiktól délebbre építették. 1986-ban nyílt meg, és az újonnan privatizált British Airways otthona lett. 1987-ben a brit kormány privatizálta a British Airport Authorityt, ami hét repteret üzemeltetett, közöttük Heathrow-t.

### A név eredete
A név eredetére két variáció létezik:
Néhányan azt állítják, hogy Heathrow egy emberről, John Heathről kapta a nevét, akinek a háza a mai repülőtér helyén állt.
Mások szerint a repülőteret Heath Row falucskáról nevezték el, amit az ide vezető út megépítésekor leromboltak. Nagyjából a Terminál 3 helyén állt. Heath Row egy kis falucska volt Middlesexben, London külterületén, amit 1945-ben eltüntettek a London-Heathrow-i repülőtér építése miatt. A terület ma Hillington kerület része. A kisfalu Longfordtól másfél mérföldre északra helyezkedett el. Előző nevei: Hithero, Hetherow, Hetherowfeyld, és Hitherow volt. A név eredetileg egy angolszász szóból ered, melynek jelentése „egy sor ház a pusztaságban.”

## Heathrow ma
A repülőtérről 84 légitársaság, 80 országba, összesen 184 célállomásra szállít utasokat. Heathrow a British Airways fő bázisa, a Terminal 5 kizárólag a British Airways és az Iberia (a BA testvérvállalata) légitársaságokat szolgálja ki.
2012-ben 70 037 417 utast szolgált ki, ebből 36 921 318 fő belföldi, 11 653 874 fő európai és 21 462 225 fő Európán kívüli utazó volt. Legnépszerűbb nemzetközi úticél New York (a JFK és Newark repülőtér együttesen) volt 4 006 799 utassal.
Heathrow-nak négy utasterminálja (Terminal 2, 3, 4 és 5) és egy teherterminálja van. 2014-re esedékes a felújított 2-es Terminál átadása.
Az első építéskor három irányban összesen három pár, hatszög alakban elhelyezett kifutópályája volt, melynek közepén a terminál épülete állt. A hexagram geometriai sajátossága révén valamely két kifutópálya mindig 30 fokon belül volt a szél irányához képest, megkönnyítve a le- és felszállást. Időközben egyre hosszabb kifutópályákra volt szükség, így ma már csak két, kelet-nyugat irányú, párhuzamos kifutópálya üzemel. A többi kifutópálya már csak gurulóutak részét alkotja, azonban műholdtérképen, vagy madártávlatban nagyszerűen kivehetőek azok vonalai. A hexagram legészakabbi pontjában épült az 1-es, 2-es és 3-as terminálhoz vezető alagút bejárata. A bejáratnál évekig a Concorde G-CONC lajstromjelű gépének 40:1 arányú modellje állt, melyet 2008-ban lecseréltek az Emirates egyik A380-as repülőgépének modelljére.
Jelenleg egy kormányhatározat értelmében tilos az éjszakai repülés, de ha a kormány elveszíti az Európai Emberi Jogi Bíróság előtt folyó pert, akkor ezt a rendelkezését vissza kell vonnia.
1987-es privatizációja előtt a BAA tulajdonában állt. Az extraprofit elkerülése végett a Civil Aviation Authority (CAA) figyelemmel kíséri a más légitársaságoktól kért pénzt. 2003. április 1. óta a leszállás utasonkénti díja maximum az inflációnál 3%-kal kisebb mértékben növekedhet. Ez az elmúlt években abszolút értékben csökkenést jelent. 2003 áprilisában a leszállási díj utasonként 6,13 font volt, hasonló a London–Gatwick repülőtéren és a Stansteden elkért díjhoz. Heathrow népszerűsége és az utasforgalomban betöltött egyre nagyobb arányú szerepe miatt a CAA beleegyezett, hogy a következő öt évben az inflációnál 6,5%-kal meghaladóan emelhesse évenként.
Míg a felszállópályák díjai a BAA és a CAA megállapodásától függ, addig a pályák kiosztása a különböző légitársaságok közt az Airport Coordination Limited (ACL) hatásköre. Az ACL egy független nonprofit szervezet, melynek helyleosztási rendjénél a brit és az európai törvényeket, valamint az IATA Nemzetközi Előjegyzési Irányelvét kell figyelembe vennie. Az ACL-t tíz brit légitársaság, utazási irodák és a BAA alapította.
Ráadásul az Egyesült Államokba induló és onnan érkező járatokat erősen szabályozza az 1977-ben kötött Bermuda II szerződés. A szerződés eredetileg a British Airwaysnek, a Pan Amnek és a TWA-nak engedte meg járatok közlekedtetését a két ország között. Utóbbi két társaság eladta ezt a jogát a United Airlinesnak és az American Airlinesnak. Rajtuk kívül még a Virgin Atlantic Airwaysnek volt szabad ilyen utakat indítani. 2002-ben az American Airlines és a British Airlines tárgyalásokat kezdett, hogy összehangolják a menetrendet, de a tárgyalások megszakadtak. Ennek legfőbb oka az volt, hogy az amerikai Közlekedési Minisztérium nem engedélyezte újabb járatok indítását Londonból a tengerentúlra. A bermudai szerződés sérti az Egyesült Királyságban hatályos cégjogot, és mivel tagja az EU-nak, felszólították, hogy a megállapodást 2004-től helyezze hatályon kívül.
A 3-as terminálnál az egyik kifutópályát 2006-ban átépítették, hogy az Airbus A380-at képes legyen fogadni. Heathrow a világ első repülőterei közé tartozott, amelyek Airbus A380-as megjelenését követően a típust fogadni tudták.
2011. augusztus elején vezették be a Heathrow Pod nevű utazókapszulákat, amelyek vezető nélkül szállítják az utasokat a parkolók és a terminálok között. A 21 jármű lézeres irányítással, kötött pályán közlekedik éjjel-nappal, menetrend nélkül folyamatosan, maximum 40 km/h sebességgel. A rendszer a várakozási időt, az eljutási időt és az üzemelési költségeket egyaránt jelentősen csökkenti, a szennyezőanyag-kibocsátást pedig lényegében kiküszöböli.

## Terminálok

### Terminal 1

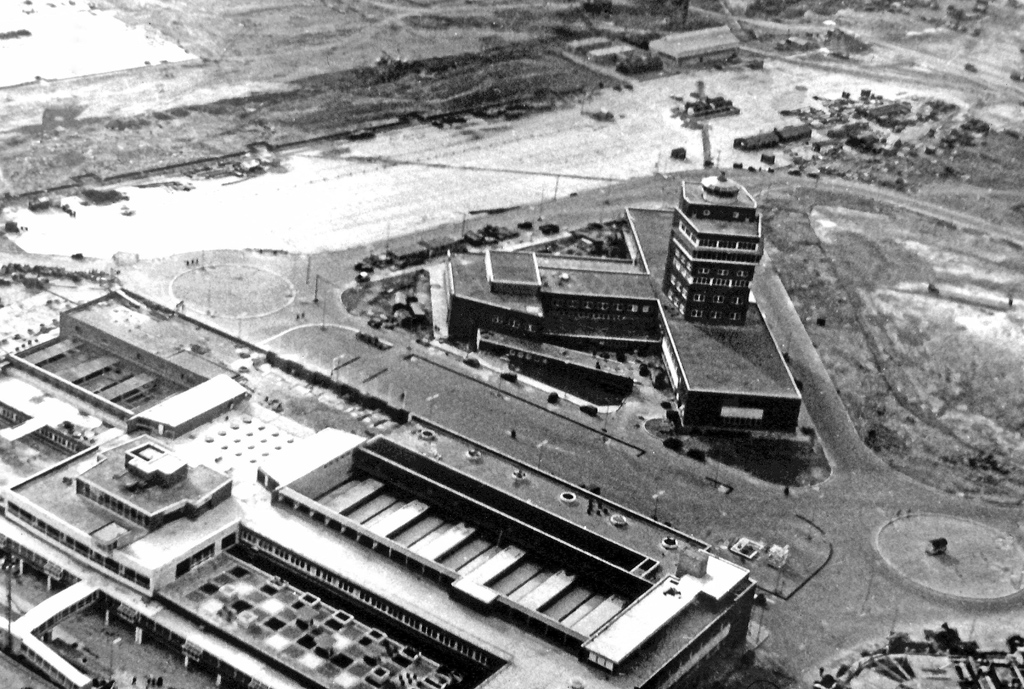
Terminal 1 épülete 1955-ben. Az irányítótornyot 2013 elején lebontották

- A Terminal 1 1968 óta töltötte be a szerepét. Hivatalosan 1969 májusában II Erzsébet királynő nyitotta meg ünnepélyes keretek között. Innen indultak és ide érkeztek a British Airways belföldi járatai 2008-ig, amikor is elkészült az új 5-ös terminál. Az épület 2005-ben teljes átépítést követően a Eastern Extention szárnnyal egészült ki, megkétszerezve az indulási csarnok területét, továbbá új üzlethelyiségek létesültek és a várakozó utasok számára több ülőhelyet alakítottak ki. A 74 401 m² alapterületű építmény az ír Aer Lingus légitársaságnak és a Star Alliance több tagjának adott otthont. A BMI felvásárlása óta a British Airways néhány „örökölt” rövid- és közepes hatótávolságú járatát innen közlekedtette. Néhány új beszállókapu számozása a 2-es terminál rendszerét követte, tehát a kapuk számai 2XX alakúak 1XX helyett. Ez elsősorban a két terminál közelségével magyarázható, illetve az új 2-es terminál elkészültével nem lesz élesen elkülöníthető határvonal a két épület között. Az 1-es terminált 2015 júniusában bezárták, a honos légitársaságokat átköltöztetik a repülőtér többi részére, majd az épületet elbontják és a területén újat építenek. A terminál a Heathrow Central nevű központosított állomás része, a lenti, „Megközelíthetőség és parkolás” szakaszban felsorolt valamennyi tömegközlekedési lehetőség elérhető, vagy amennyiben valaki hajlandó többet költeni a kényelmesebb utazásért, a bejárat előtt taxik (black cab) állnak a rendelkezésére.

### Terminal 2

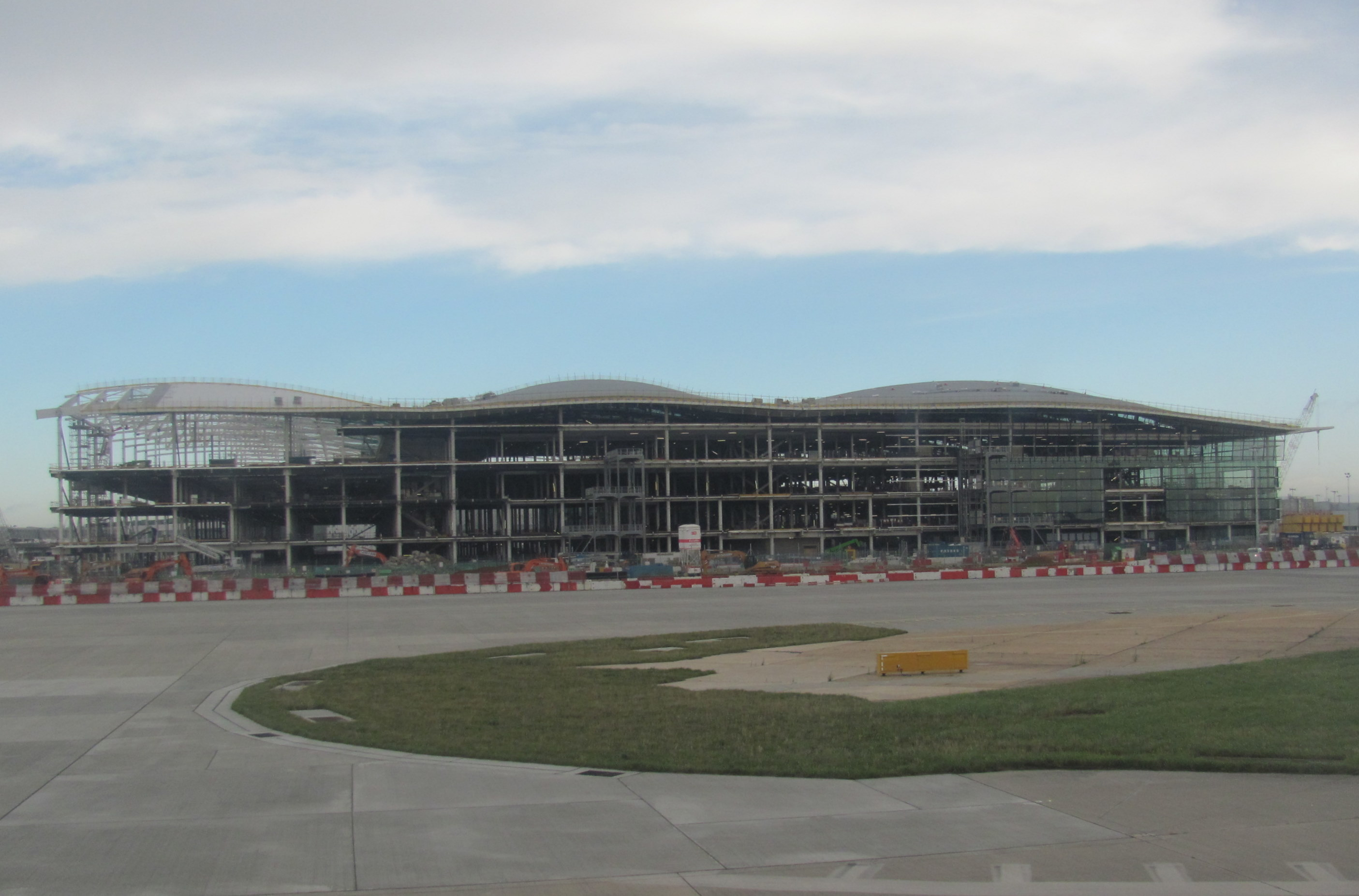
A Terminal 2 szerkezetében hasonló lesz a 2008-ban átadott Terminal 5-höz

- A Terminal 2 Europa Building néven épült 1955-ben, ezzel elbontásáig ez volt a repülőtér legrégebbi épülete. 49 654 m² alapterületével eredetileg kevesebb mint 2 millió utas kiszolgálására tervezték, ezzel szemben a 2000-es évek elején az utasforgalma már ennek a négyszeresét is elérte. Élettartama alatt 316 millió utas fordult meg a helyiségeiben. 2010-ben elbontották és a helyén felépítették az új modern terminált. Az új épületet 20 millió utas kiszolgálására tervezték és a Star Alliance légitársaságoknak ad otthont. Hosszú távú tervek alapján, amint az 1-es terminált újjáépítik a két új épület egybeolvad, és közös kapacitásuk 30 millió utas/év lesz.[25] 2013. november végére kell elkészülnie, melyet egy fél éves tesztsorozat követ. A teszt az infrastruktúra hibátlan működése érdekében létfontosságú, hiszen 2008-ban az 5-ös terminál megnyitásakor a csomagfeldolgozó rendszer meghibásodott, hatalmas káoszt és panaszok áradatát okozva a repülőtérnek.[26][27] A tervek szerint az új terminál 2014. június 4-én reggel 5:55-kor nyílik a United Airlines chicagói járatának érkezésével. Az épületet Norman Foster és csapata tervezte, akárcsak a 30 St Mary Axe tornyot, vagy a Millennium Bridge szerkezetét. Az építkezés mintegy 35 000 munkahelyet teremtett. Az épület különlegessége a hullámos fedelű acél-üveg szerkezet, amely természetes napfénnyel világítja be a belső tereket, csökkentve az világításra fordított költségeket. A korábbi épület kusza alaprajza miatt a repülőgépeknek hosszabb időbe telt a futópályához gurulni, ezzel szemben az új terminál jóval egyszerűbb kivitelt kap.[28]

### Terminal 3

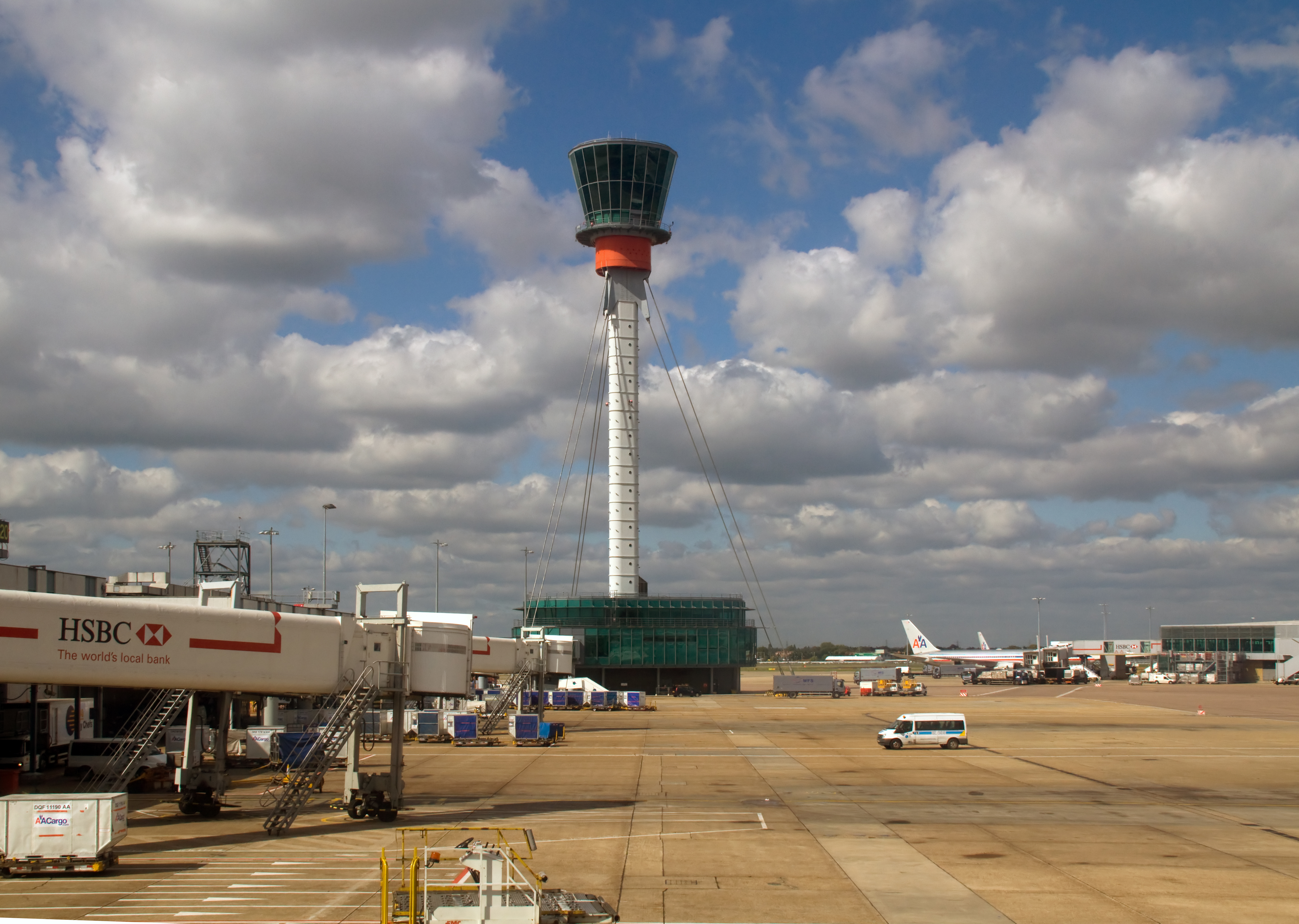
A 2007-ben átadott irányítótorony a legmagasabb az Egyesült Királyságban

- A Terminal 3 The Oceanic Terminal néven nyílt meg 1961. november 13-án. Nevét a betöltött funkciójából kölcsönözte, hiszen a tengerentúli járatok számára épült. Az átadása utáni években közvetlen helikopterjárat biztosította a belvárosba való bejutást a tehetősebb utasok részére, amely az épület tetején kialakított leszálló állásról indult. 1968-ban Terminal 3 lett a neve, és egy toldalék épülettel kiegészülve megnövekedett a kapacitása. Itt lépett üzembe az ország első mozgójárdája. 2006-ban az épület egyik szárnya egy 105 millió fontos beruházás keretében a Pier 6-tal egészült ki, melyre azért volt szükség, hogy az új Airbus A380 típusok ki- és beszállítása zökkenőmentes legyen. Ez a géptípus a kapacitását tekintve jóval meghaladja a többi repülőgépét, így a több utas miatt több utasfolyosóra volt szükség. Pier 6-hoz érkeznek a Qantas, Emirates és Singapore Airlines A380 gépei, naponta közel egy tucat.[29] 2007-re a terminál előtti szabadtér is átalakult. Három sávot alakítottak ki azoknak az autóknak, amelyek csak utast hoztak a repülőtérre, nem parkolnak tartósan, továbbá a bejárat előtti tér részleges födém alá került, napjainkban itt található a dohányzásra kijelölt hely is. Az új épületben kifejezetten a Virgin Atlantic számára létesült a Zone-A nevű csarnok, az utasok itt adhatják fel a csomagjaikat és haladhatnak tovább biztonsági ellenőrzésre. A repülőtér üzemeltetője további fejlesztéseket remél a következő tíz évben, melynek során az érkezési szint csarnoka és a beszállókapuk többsége megújul. Napjainkban a csomagkezelő rendszer bővítése folyamatban van, melynek célja, hogy a British Airwayszel tovább utazni szándékozók csomagjait egy föld alatti futószalag-rendszer Terminal 5-re továbbítja. A csomagfelvételi csarnokba új futószalagok építését tervezik, kifejezetten az A380 repülők kiszolgálásához. Jelenleg a terminál 98 962 m² alapterületű, 2011-ben 19,8 millió utast, valamint 104 100 járatot szolgált ki. 2007-ben az épület közvetlen közelében állították fel az új irányítótornyot.[30][31][32]

### Terminal 4

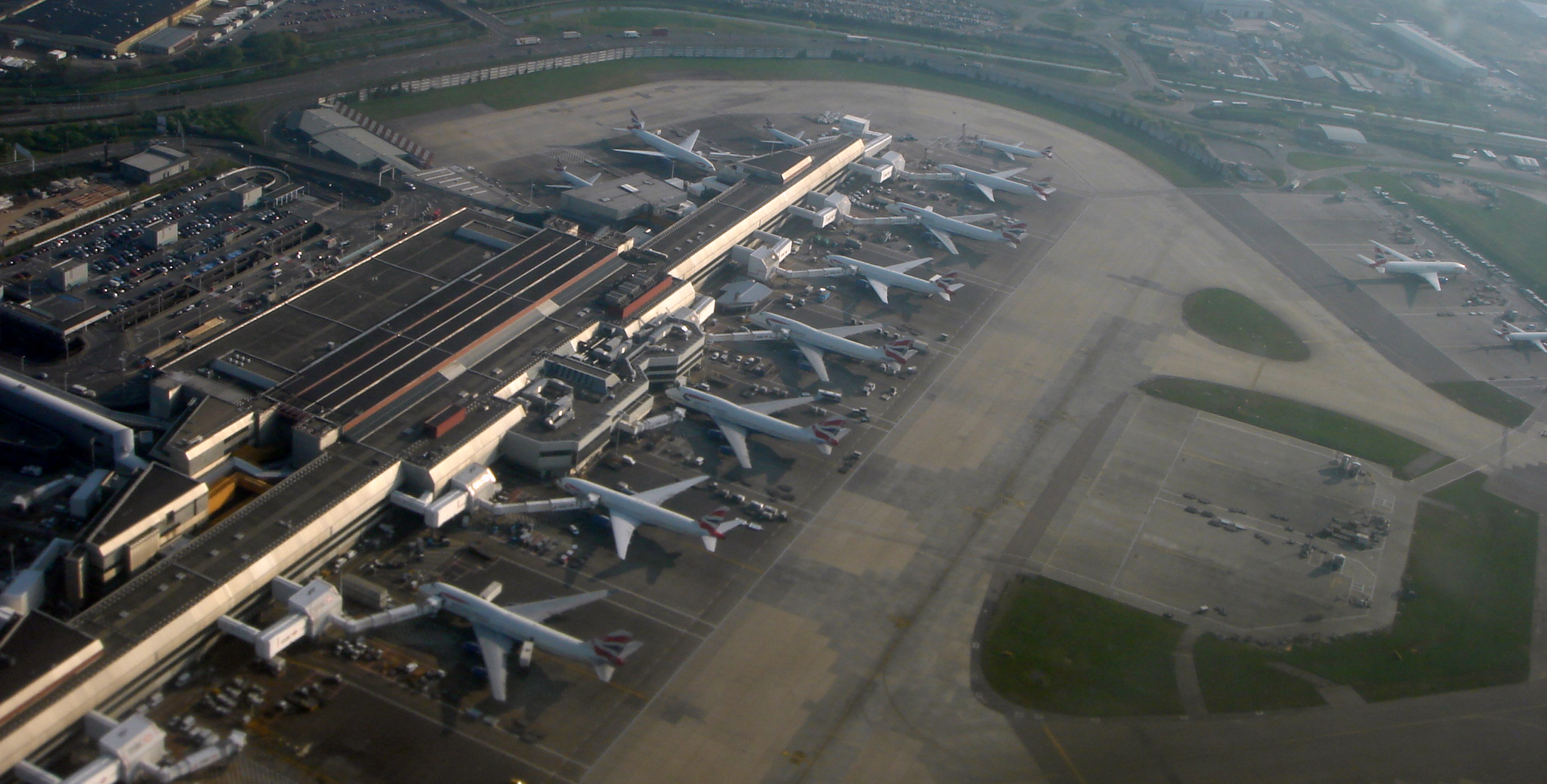
Terminal 4 látképe madártávlatból. Az 5-ös terminál 2008-as átadásával a British Airways kiköltözött az épületből

- A Terminal 4-et 1986. április 1-én Károly herceg és Diána hercegnő avatta fel. Az épület a 09L/27R kifutópályától délre helyezkedik el, mintegy megbontva ezzel a terminálok összhangját. A többi épület a két futópálya közé ékelve épült fel (CTA, központi terminál komplexum), míg a 4. terminál a teherterminál és a királyi család termináljának közvetlen szomszédságában kapott helyet. 105 930 m² alapterületű, és a Sky Team szövetség tagjainak, valamint néhány önálló légitársaságnak ad otthont. A közelmúltban egy 200 millió fontos beruházás keretében modernizálták az épületet, valamint fejlesztették az infrastruktúráját. Hozzávetőleg 45 légitársaság fogadására képes. A Malaysia Airlines és a Korean Air A380 típusú gépeit is ki tudja szolgálni. Külön vasúti (Heathrow Express, Heathrow Connect) és metró (Piccadilly line) állomása van, valamint a 490 és 482 számú buszok is megállnak az épület előtt.[33] Mivel a központi terminál komplexumtól messze épült, a repülőtér szélén, ezért a tömegközlekedés repülőtéren belül az Oyster kártyás utasok számára díjmentes. Nagyjából 15-20 perc alatt lehet átjutni a többi terminálba. A repülőtéri földi kiszolgálók és a reptéri busz teher-alagúton át jutnak el a többi terminálhoz.[34] 2012-ben 9,8 millió utast és 9955 járatot szolgált ki.[35] Közvetlenül a terminál épületével szemben épült a Hilton London Heathrow Airport szálloda.[36]

### Terminal 5

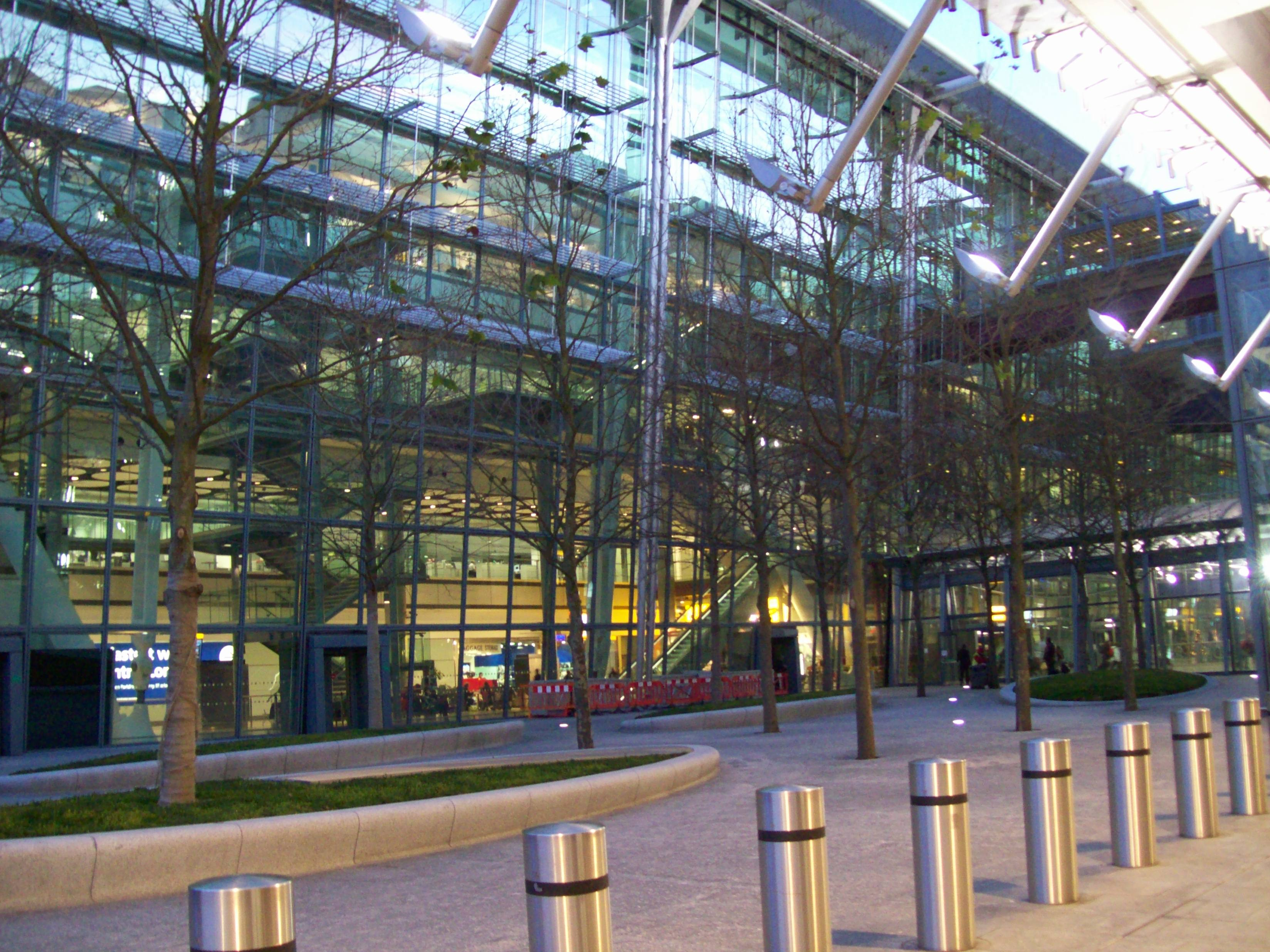
A Terminal 5 üvegborítású homlokzata. Tervezésekor a természetes fényforrás felhasználása volt a legfőbb szempont

2001. november 30-án Stephen Byers közlekedési miniszter bejelentette a brit kormány döntését, miszerint megadják az engedélyt az 5. terminál tervezésének elkezdéséhez. A tervek szerint 2008. március 3-án hajnali 4:00 órakor átadták volna az épületet, ugyanakkor az átadás közel két hetet késett. A teljes építkezés a szatelit terminálok építésével 2015-ig tart.
Az engedélyek beszerzése előtt a brit történelem leghosszabb nyilvános vizsgálata folyt le, ami négy évig tartott. A BAA-nek 1993-ban egy induló kérelmet kellett elkészítenie, amit a bizottság a következő szempontok alapján értékelt:
- A bővítés gazdasági hatásai
- Fejlesztési hatások/regionális tervek
- Földhasználati politika
- Felszínátalakítás
- Zaj
- Levegőminőség
- Közbiztonság
- Építkezés

A BAA pályázatának leghangosabb támogatói a British Airways és a BMI voltak. Olyan szervezetek is támogatták a kezdeményezést, mint a British Chamber of Commerce (Brit Kereskedelmi Kamara), London Tourist Board (Londoni Turisztikai Testület), General Workers' Union (Általános Munkásunió). Ezek a szervezetek azzal érveltek, hogy a bővítés elengedhetetlen, ha a reptér meg akarja tartani vezető pozícióját.
A terv ellenzői a környezetvédelemre, a közlekedési dugókra, levegőszennyezésre és a megnövekvő zajterhelésre hivatkoztak. Köztük volt a Friends of the Earth (A Föld barátai) szervezet és 11 londoni kerületi önkormányzat.
A közlekedési hálózatot is fejlesztették, hogy elbírja a megnövekedett igénybevételt. Az angliai M25-ös autópálya 14. és 15. leágazása között egy új bekötőutat építettek az új terminálhoz. A Heathrow Expressnek és a Piccadilly Line-nak is elkészült a Heathrow Terminal 5 nevű megállója.
2008-ban adták át a 4 milliárd fontot és több mint 20 000 ember munkáját igénylő T5-öt. A munkák a második mellékterminál építésével folytatódtak, ami a főterminálhoz egy, az utasokat automatikusan átszállító rendszerrel kapcsoltak össze. 2005-ben ez volt a legnagyobb építkezés Európában. Az előbb említetteken kívül épült itt még többemeletes parkolóház, a világ első Personal Rapid Transit rendszere (ez köti össze a parkolót a terminállal), hotel, energiaközpont, autós alagutak.
Az épületeket a Richard Rogers Partnership tervezte, a legnagyobb építészeti vállalkozás a Pascall + Wattson volt, akik repülőterek és közlekedési létesítmények építésére specializálódtak. A fő terminálépületet (Concourse A) egy egynyílású hullámzó acéltető fedi, kelet-nyugati kiterjedése 90 méter. Az induló utasok a harmadik szintre (a beszálló szintre) a többszintes bevásárlóközponton keresztül lifttel vagy mozgólépcsővel érkeznek. A becsekkolást követően az utasok a külső részről láthatják a leszállópályákat és a kifutópályákat.
Építése idején Európa legnagyobb repülési beruházása volt. 2008. március 14-én II. Erzsébet királynő ünnepélyes keretek között átadta az új terminált. Tervezett kapacitása alapján 30 millió utast szolgál ki, és ez a British Airways kizárólagos, új terminálja, minden BA-gép innen indul. A munkálatok során két folyót tereltek el a korábbi folyásirányából.

### Terminal 6
- Egy új,Terminal 6-ot terveznek építeni az új, harmadik kifutópályához. Ez a mostani tervek szerint 700 család otthonát fogja érinteni.

## Terminálok és úticélok
A 2008-ban megnyitott a Terminal 5-ben a járatok elrendezésén módosítottak, logikusabbá tették, hogy az utazóközönség jobban eligazodjon.
Az elrendezés 2008-óta:
- Terminal 2 – Star Alliance
- Terminal 3 – Oneworld szövetség, kivéve a British Airways járatait
- Terminal 4 – SkyTeam és szövetségeken kívüli társaságok
- Terminal 5 – International Airlines Group légitársaságok: British Airways és Iberia

A Heathrow-ról közlekedő járatok elrendezését az alábbi táblázat foglalja össze (2013. szeptemberi állapotok):

| Légitársaság                    | Célállomás(ok) |
| ------------------------------- | --- |
| Aegean Airlines                 | Athén |
| Aer Lingus                      | Belfast, Cork, Dublin, Shannon |
| Aeroflot                        | Moszkva-Seremetyjevó |
| Aeroméxico                      | Mexikóváros |
| Air Algérie                     | Algír |
| Air Astana                      | Asztana |
| Air Canada                      | Calgary, Halifax, Montréal-Trudeau, Ottawa, St. John's, Toronto-Pearson, Vancouver |
| Air China                       | Peking |
| Air France                      | Párizs |
| Air India                       | Ahmadábád, Delhi, Mumbai, Newark |
| Air Malta                       | Málta |
| Air Mauritius                   | Mauritius |
| Air New Zealand                 | Auckland, Los Angeles |
| Air Serbia                      | Belgrád |
| All Nippon Airways              | Tokió-Haneda |
| American Airlines               | Charlotte, Chicago-O’Hare, Dallas/Fort Worth, Los Angeles, Miami, New York-JFK, Philadelphia, Raleigh/Durham |
| Asiana Airlines                 | Szöul-Incheon |
| Austrian Airlines               | Bécs |
| Avianca                         | Bogotá |
| Azerbaijan Airlines             | Baku |
| Beijing Capital Airlines        | Csingtao |
| Biman Bangladesh Airlines       | Dakka |
| British Airways                 | Aberdeen, Abu-Dzabi, Abuja, Accra, Ammán Amszterdam, Athén, Atlanta, Austin,Bahrein, Baltimore, Bangalore, Bangkok, Barcelona, Basel/Mulhouse, Bejrút, Belfast-City, Berlin-Tegel, Bécs,Bilbao, Billund, Bologna, Boston, Brüsszel, Bukarest, Budapest, Buenos Aires-Ezeiza, Calgary, Csennai, Chicago-O’Hare, Dallas/Fort Worth, Delhi, Denver, Doha, Dubaj, Dublin, Düsseldorf, Dzsidda, Edinburgh, Fokváros, Frankfurt, Genf, Gibraltár, Glasgow-International, Göteborg-Landvetter, Gran Canaria, Haidarábád, Hamburg, Hannover, Helsinki, Hongkong, Houston, Innsbruck, Inverness, Isztambul, Johannesburg, Kairó, Kijev-Boryspil, Koppenhága, Krakkó, Kuala Lumpur, Kuvait, Lagos, Lárnaka, Las Vegas, Leeds/Bradford, Lisszabon, Los Angeles, Luanda, Luxembourg, Lyon, Madrid, Málaga, Manchester, Marrákes, Marseille, Maszkat, Mexikóváros, Miami, Milánó-Linate, Milánó-Malpensa, Montreal-Trudeau, Moszkva-Domodedovo, Mumbai, München, Nagy-Kajmán, Nairobi, Nashville, Nassau, New Orleans, New York-JFK, Newark, Newcastle upon Tyne, Nizza, Oslo, Palermo, Palma de Mallorca, Párizs, Peking, Philadelphia, Phoenix, Pisa, Prága, Reykjavík, Rio de Janeiro, Rijád, Róma-Fiumicino, San Diego, San Francisco, Sanghaj, San José (CA), Santiago de Chile, São Paulo-Guarulhos, Seattle, Stavanger, Stockholm, Stuttgart, Sydney, Szentpétervár, Szöul-Incheon, Szingapúr, Szófia, Tallinn, Teherán, Tel Aviv-Ben Gurion, Tokió-Haneda, Tokió-Narita, Toronto-Pearson, Toulouse,Vancouver, Varsó, Velence, Washington, Zágráb, Zürich, Szezonális: Almería, Biarritz, Brindisi, Faro, Figari, Grenoble, Haniá, Ibiza, Kalamata, Kefalonia, Korfu, Kosz, Mahé, Menorca, Míkonosz, Montpellier, Murcia, Nantes, Olbia, Póla, Salzburg, Split, Szantorini, Torinó, Zákinthosz |
| Brussels Airlines               | Brüsszel |
| Bulgaria Air                    | Szófia |
| Cathay Pacific                  | Hongkong |
| China Eastern Airlines          | Sanghaj |
| China Southern Airlines         | Kanton |
| Croatia Airlines                | Zágráb, Szezonális: Fiume, Split |
| Delta Air Lines                 | Atlanta, Boston, Detroit, Minneapolis, New York-JFK Szezonális: Portland, Salt Lake City |
| EgyptAir                        | Kairó, Luxor |
| El Al                           | Tel Aviv-Ben Gurion |
| Emirates                        | Dubaj |
| Ethiopian Airlines              | Addisz-Abeba |
| Etihad Airways                  | Abu-Dzabi |
| EVA Air                         | Bangkok, Tajvan |
| Eurowings                       | Berlin, Düsseldorf, Hamburg, Köln, Salzburg, Stuttgart |
| Finnair                         | Helsinki |
| Flybe                           | Aberdeen, Edinburgh |
| Garuda Indonesia                | Jakarta |
| Gulf Air                        | Bahrein |
| Iberia                          | Madrid |
| Iberia Express                  | Asztúria, Gran Canaria, Palma de Mallorca |
| Icelandair                      | Reykjavík |
| Iran Air                        | Teherán |
| ITA Airways                     | Milánó-Linate, Róma-Fiumicino |
| Japan Airlines                  | Tokió-Narita |
| Kenya Airways                   | Nairobi |
| KLM                             | Amszterdam |
| Korean Air                      | Szöul-Incheon |
| Kuwait Airways                  | Kuvait, New York-JFK |
| LATAM Brasil                    | Sao Paulo |
| LOT                             | Varsó |
| Lufthansa                       | Frankfurt, München |
| Malaysia Airlines               | Kuala Lumpur |
| Middle East Airlines            | Bejrút |
| Oman Air                        | Maszkat |
| Pakistan International Airlines | Iszlamabad, Karachi, Lahore |
| Philippine Airlines             | Manila |
| Qantas                          | Melbourne, Perth, Sydney, Szingapúr, |
| Qatar Airways                   | Doha |
| Royal Air Maroc                 | Casablanca, Marrákes, Rabat |
| Royal Brunei Airlines           | Brunei, Dubaj |
| Royal Jordanian                 | Ammán |
| Saudia                          | Dzsidda, Rijád Szezonális: Medina |
| Scandinavian Airlines           | Bergen, Koppenhága, Oslo, Stavanger, Stockholm |
| Singapore Airlines              | Szingapúr |
| South African Airways           | Johannesburg |
| SriLankan Airlines              | Colombo |
| Swiss International Air Lines   | Genf, Zürich |
| TAP Portugal                    | Lisszabon |
| TAROM                           | Bukarest |
| Thai Airways                    | Bangkok |
| Tunisair                        | Tunisz |
| Turkish Airlines                | Isztambul-Atatürk |
| Turkmenistan Airlines           | Aşgabat |
| United Airlines                 | Chicago-O’Hare, Houston, Los Angeles, Newark, San Francisco, Washington Szezonális: Denver |
| Uzbekistan Airways              | Taskent |
| Virgin Atlantic                 | Atlanta, Boston, Delhi, Dubaj, Hongkong, Johannesburg, Lagos, Los Angeles, Miami, Mumbai, New York-JFK, Newark, San Francisco, Seattle, Sanghaj, Tokió-Narita, Washington Szezonális: Barbados |
| Vueling                         | A Coruña, Barcelona |

## A legforgalmasabb repülőtér
Az utaslétszámot tekintve az Atlantai Hartsfield-Jackson és a chicagói O’Hare után a Heathrow a világ harmadik legforgalmasabb reptere. A világon ennek a reptérnek van a legnagyobb nemzetközi forgalma, és kérelmezték, hogy használhassák „a világ légi csomópontja” címet.
Európában itt volt a legnagyobb az utasforgalom, megelőzve a párizsi Charles de Gaulle repteret és a frankfurti nemzetközi repülőteret. Az indított járatok számában csak az előbb említettek után, a harmadik helyen áll. Szintén itt bonyolították le a harmadik legnagyobb áruforgalmat.

## Forgalomdiagram
Az utasforgalom az elmúlt években az alábbi módon változott:
| Utasok száma | 6 060 245 | 13 159 019 | 21 294 841 | 26 780 387 | 31 675 779 | 54 124 884 | 63 035 489 | 67 056 379 | 74 985 748 | 61 611 838 |
|              | 1961      | 1968       | 1975       | 1981       | 1988       | 1995       | 2002       | 2008       | 2015       | 2022       |

## Biztonság

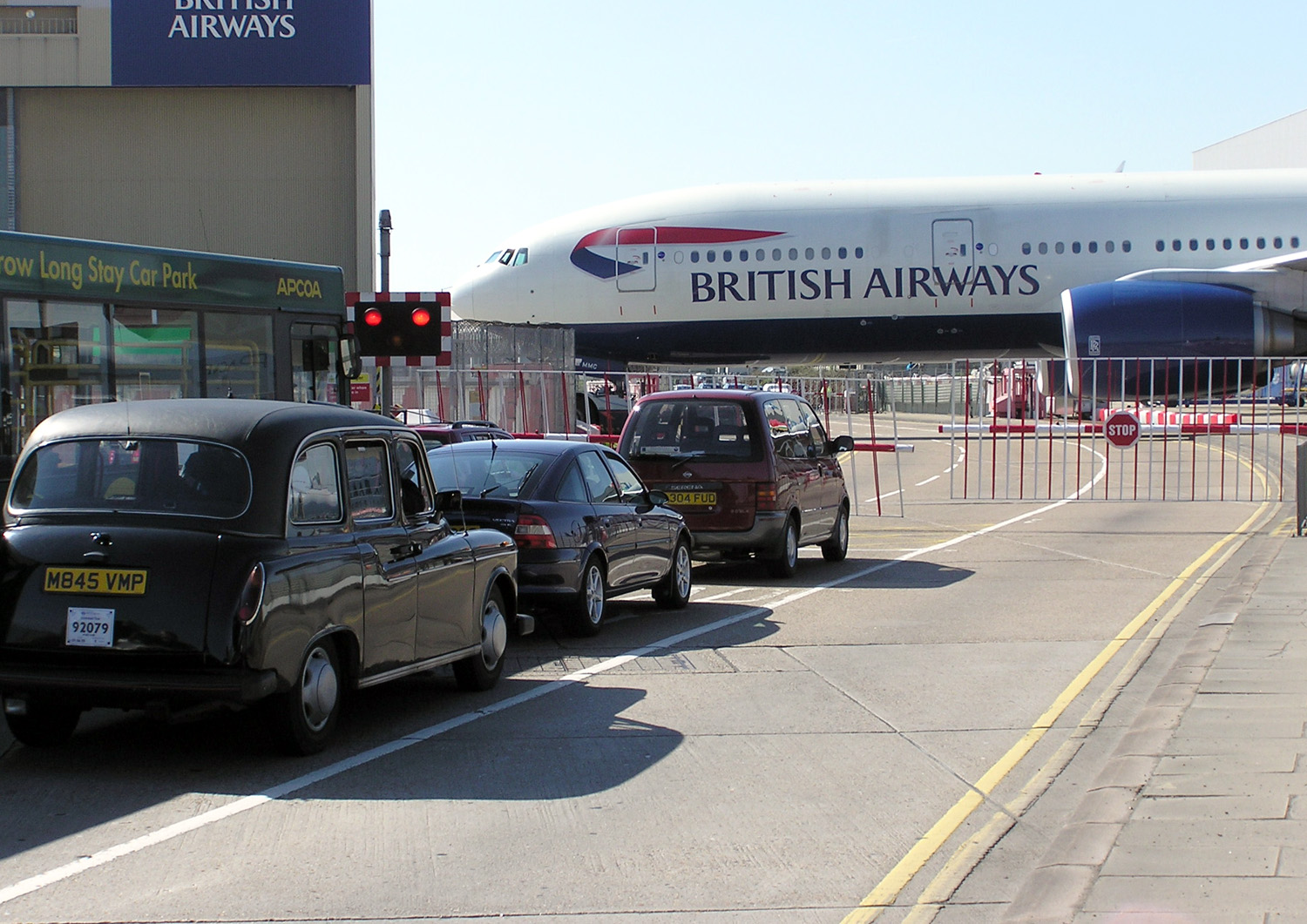

A biztonságért a Metropolitan Police SO18-as egysége, a repülésbiztonsági csoport felel. Amennyiben szükséges, megerősített védelem esetén a hadsereg páncélozott járművekkel, valamint Household Cavalry is segíti a biztonságos közlekedést.
1983. november 26-án történt az úgynevezett Brink's-Mat rablás, amikor 6800 aranyrudat, gyémántokat, aranyérméket és készpénzt raboltak el 26 millió font (napjainkban ez kb. 78 millió fontot, azaz kb. 3,1 milliárd forint) értékben. Ezeddig csupán pár aranyrúd került elő, és csak két embert sikerült letartóztatni.
2002 márciusában elraboltak 3 millió dollárt, az elkövetőket a South African Airways járatán tartóztatták le.
2004. május 17-én a Scotland Yard repülési osztálya meghiúsította a Swissport ellen tervezett rablást, ahol 40 millió font értékben aranyat és készpénzt akartak elrabolni.

## Megközelíthetőség és parkolás
Tömegközlekedési lehetőségek:

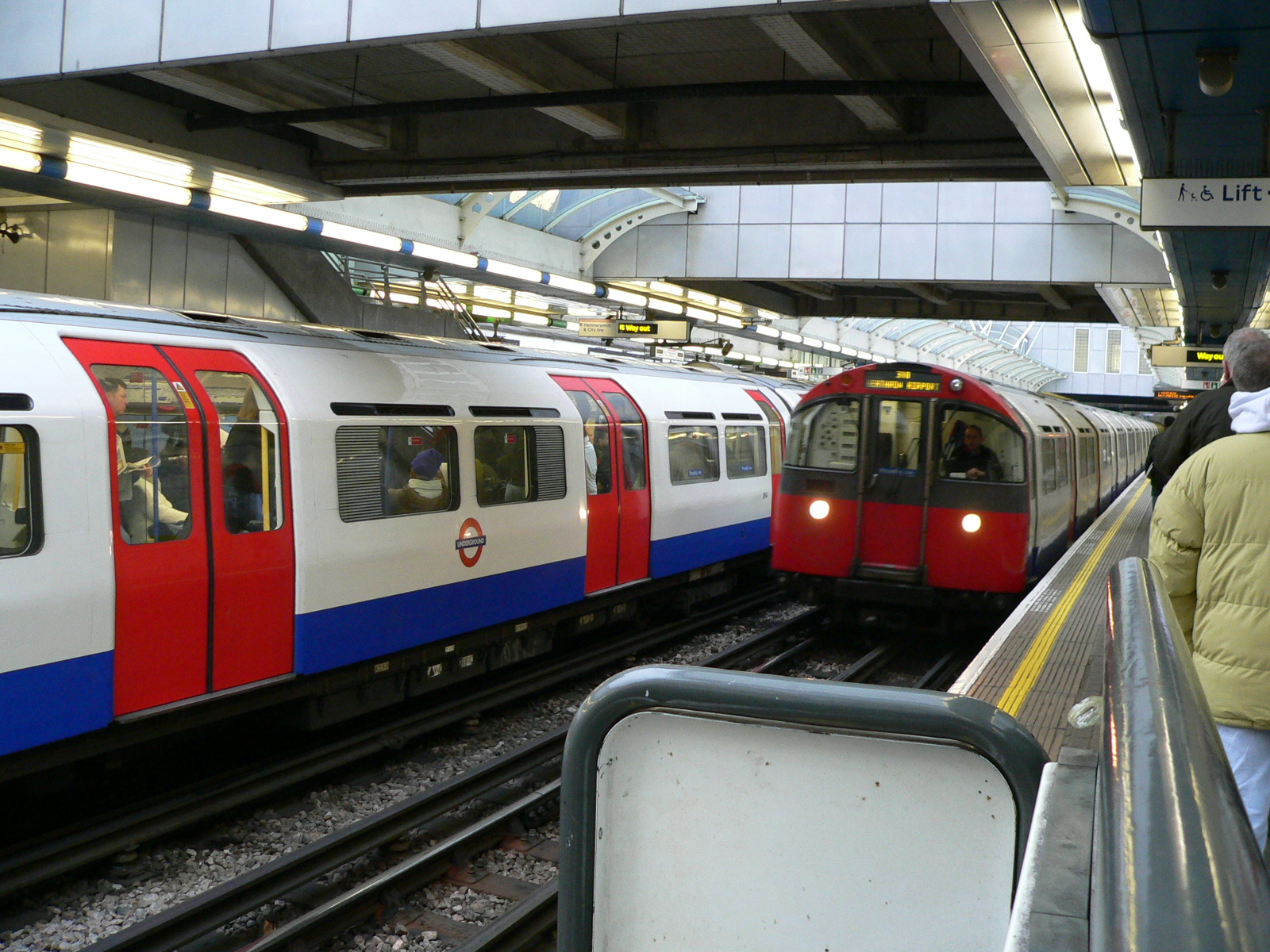
A Piccadilly line mintegy 55 perc alatt ér Heathrowról London belvárosába

- A Piccadilly line négy megállóval – Terminal 2-3, Terminal 4, Terminal 5 és Hatton Cross – szolgálja ki a repülőteret. A menetidő London központjáig körülbelül egy óra. Az állomások a 6-os zónába esnek, így annak a viteldíjai mérvadók. A 2013 szeptemberben érvényes viteldíjakat az alábbi tábla foglalja össze:[41]

| Zóna: 1-6               | -                                                                                 | Csúcsidőben                                                                       | Csúcsidőn kívül                                                                   | Napos bérlet                                                                      | Napos bérlet (csúcsidőn kívül)                                                    | 7 napos bérlet                                                                    |
| ----------------------- | --------------------------------------------------------------------------------- | --------------------------------------------------------------------------------- | --------------------------------------------------------------------------------- | --------------------------------------------------------------------------------- | --------------------------------------------------------------------------------- | --------------------------------------------------------------------------------- |
| Fizetés módja           | Készpénz                                                                          | Oyster feltöltés                                                                  | Oyster feltöltés                                                                  | Oyster bérlet                                                                     | Oyster bérlet                                                                     | Oyster bérlet                                                                     |
| Felnőtt:                | £5,50                                                                             | £5,00                                                                             | £3,00                                                                             | £16,40                                                                            | £8,90                                                                             | £55,60                                                                            |
| Gyermek:                | ingyen utazhat (10 éves korig, felnőtt kíséretében, legfeljebb 4 gyermek/felnőtt) | ingyen utazhat (10 éves korig, felnőtt kíséretében, legfeljebb 4 gyermek/felnőtt) | ingyen utazhat (10 éves korig, felnőtt kíséretében, legfeljebb 4 gyermek/felnőtt) | ingyen utazhat (10 éves korig, felnőtt kíséretében, legfeljebb 4 gyermek/felnőtt) | ingyen utazhat (10 éves korig, felnőtt kíséretében, legfeljebb 4 gyermek/felnőtt) | ingyen utazhat (10 éves korig, felnőtt kíséretében, legfeljebb 4 gyermek/felnőtt) |
| Jogosult utazások száma | Egyszeri                                                                          | Egyszeri                                                                          | Egyszeri                                                                          | Korlátlan                                                                         | Korlátlan                                                                         | Korlátlan                                                                         |

Az első és utolsó vonatok indulását, illetve érkezését az alábbi táblázat mutatja. A megadott időkben teljes vonalon közlekedő szerelvények közlekednek, amelyekkel átszállás nélkül be lehet jutni London belvárosába (jellemzően a tényleges első és utolsó vonatok szakaszjáratok, melyek nem érintik a belvárost, ezek menetrendje itt nem szerepel). A megadott adatok a 2013 szeptemberi állapotot tükrözik.
Magyarázat – Érkezik: belváros irányából érkező vonat. Indul: belváros irányába induló vonat.
| -             | Első    | Első  | Utolsó  | Utolsó |
| ------------- | ------- | ----- | ------- | ------ |
| -             | Érkezik | Indul | Érkezik | Indul  |
| Heathrow T123 | 06:36   | 05:12 | 01:21   | 23:45  |
| Heathrow T4   | 06:40   | 05:02 | 00:01   | 23:35  |
| Heathrow T5   | 06:40   | 05:23 | 01:15   | 23:42  |

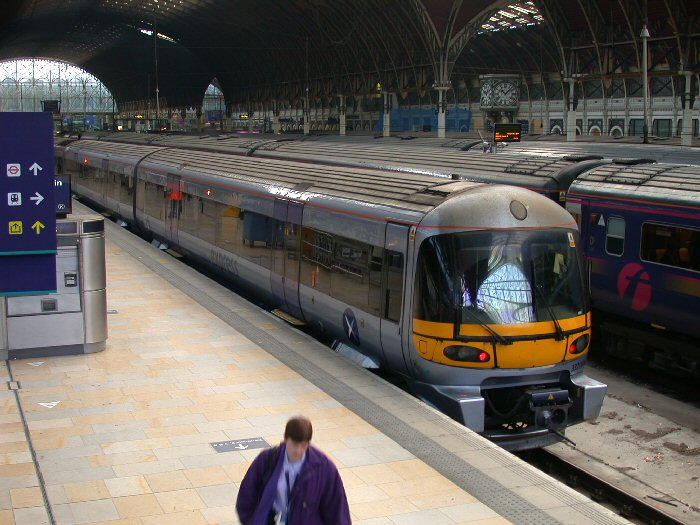
A Heathrow Express 14 kocsis szerelvényekkel közlekedik

- A Heathrow Express gyors és közvetlen kapcsolatot biztosít. Csak a végállomáson, a Paddington pályaudvaron áll meg.

A szolgáltatás kifejezetten azokat az utasokat célozza meg, akik hajlandóak valamivel magasabb árat fizetni a gyors utazás fejébe. Légkondicionált szerelvények közlekednek a járaton. A menetidő Heathrow Central állomásig (Terminal 2&3) 15 perc, Terminal 4 es Terminal 5 felé közlekedő vonatok menetideje további 3-5 perc. A vonatok 15 percenként közlekednek (22:00 óra után a vonatok gyakorisága változhat). Az első- és utolsó vonatok adatait az alábbi táblázat foglalja össze. Az időpontok hétfőtől szombatig értendők. Vasárnap egy órával később indul az első vonat.
| -               | Első  | Első  | Első  | Utolsó | Utolsó | Utolsó |
| --------------- | ----- | ----- | ----- | ------ | ------ | ------ |
| Terminal        | 5     | 2&3   | 4     | 5      | 2&3    | 4      |
| Paddington felé | 05:07 | 05:12 | 05:23 | 23:53  | 23:48  | 23:41  |
| Paddingtonból   | 05:10 | 05:10 | 05:10 | 23:25  | 23:25  | 23:25  |

Jegyárak 2013 szeptemberében:
| Jegytípus        | Megvásárolható                 | Irány    | Felnőtt | Gyermek |
| ---------------- | ------------------------------ | -------- | ------- | ------- |
| Express Saver    | Online/Jegy automata/Jegyiroda | Egyirány | £20,00  | £10,00  |
| Express Saver    | Online/Jegy automata/Jegyiroda | Retúr    | £34,00  | £17,00  |
| Express Standard | Csak vonaton                   | Egyirány | £25,00  | £12,50  |
| Express Standard | Csak vonaton                   | Retúr    | £39,00  | £19,50  |
| Business First   | Online/Jegy automata/Jegyiroda | Egyirány | £28,00  | £14,00  |
| Business First   | Online/Jegy automata/Jegyiroda | Retúr    | £52,00  | £26,00  |

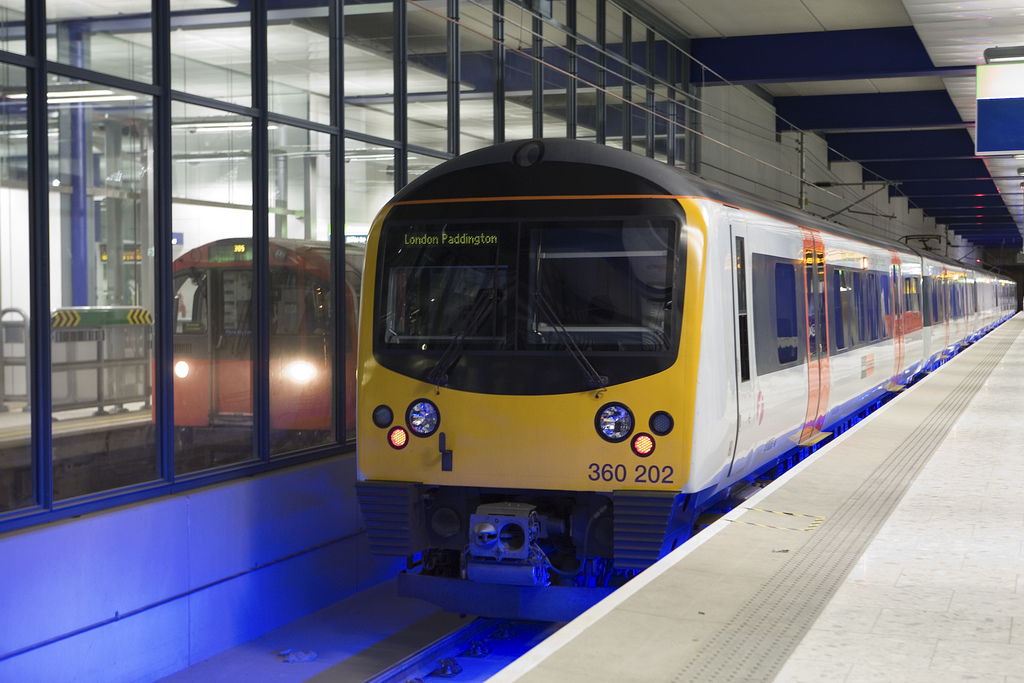
A Heathrow Connect

- A Heathrow Connect a Heathrow Express alternatív szolgáltatása. Paddington és Heathrow között sok megállója van, emiatt a menetidő is jelentősen több. A járatok fél óránként követik egymást. Teljesen légkondicionált, modern vonatok szállítják az utasokat. Hozzávetőleg 25 perc alatt lehet eljutni a repülőtér 1/2/3 termináljától Paddington pályaudvarig.

A jegyárak Heathrow-ról 2013 szeptemberében az alábbi táblázat szerint alakulnak. 5 évnél fiatalabb gyermekek ingyen, 5-15 év közötti gyermekek 50% kedvezménnyel utazhatnak.
| Célállomás         | Ár (egyirány) | Ár (retúr) |
| ------------------ | ------------- | ---------- |
| Hayes & Harlington | £5,60         | £11,20     |
| Southall           | £6,30         | £12,60     |
| Hanwell            | £6,30         | £12,60     |
| West Ealing        | £7,40         | £14,80     |
| Ealing Broadway    | £7,40         | £14,80     |
| London Paddington  | £9,50         | £19,00     |

- A National Express légkondicionált, modern távolsági buszjáratokat üzemeltet az ország minden részébe. Kiterjedt útvonalhálózata van, bármely megyébe el lehet jutni vele.
- A RailAir buszokat üzemeltet a readingi vasútállomásig, így biztosítva a kapcsolatot a reptér és West Country, Dél-Wales és Midlands és a déli tengerpart irányába.
- RailAir által üzemeltetett buszcsatlakozás a felthami és a wokingi vasútállomás irányába.

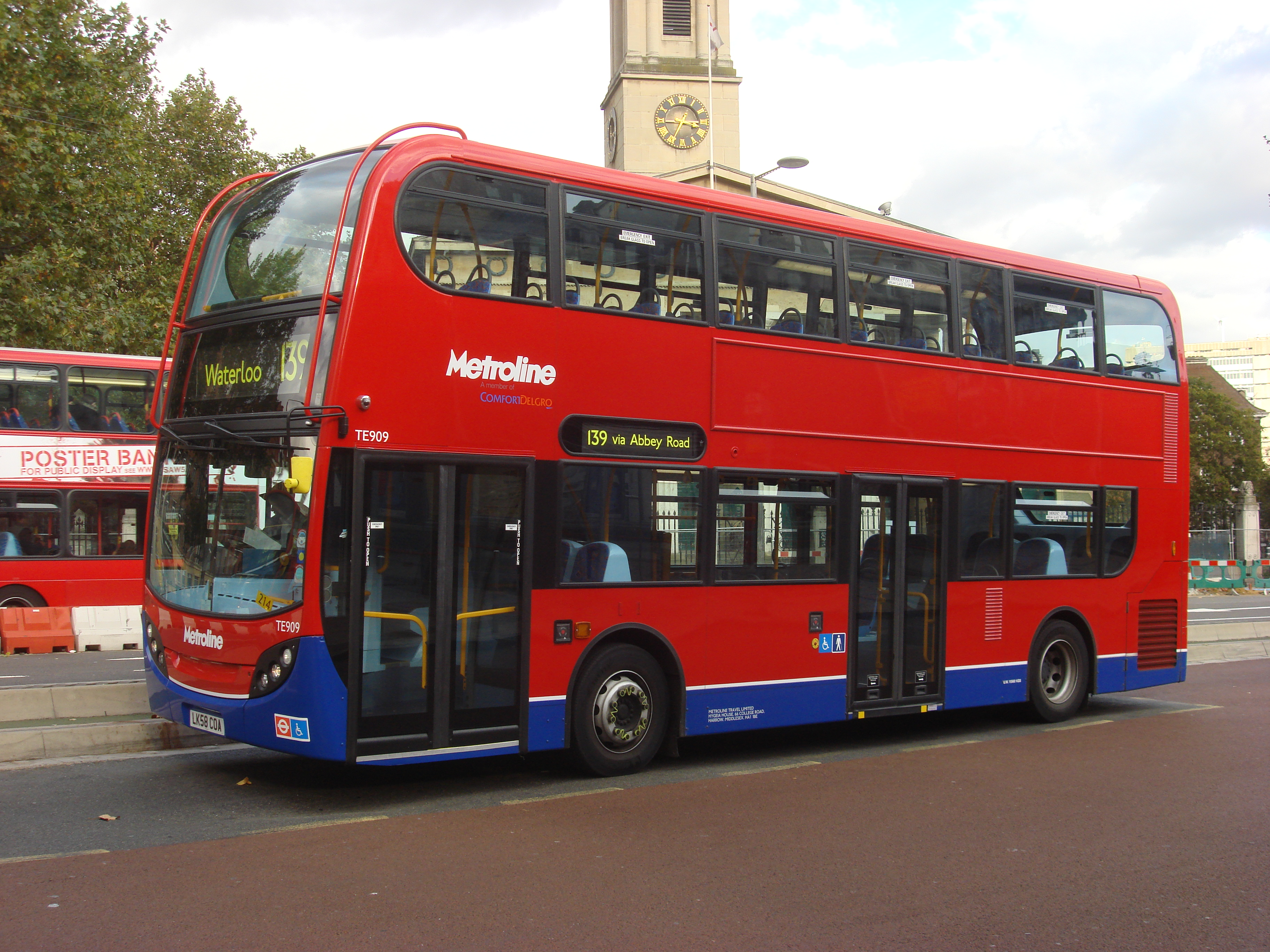
Jellegzetes londoni emeletes busz

- A helyi buszlözlekedést a Transport for London biztosítja a környékbeli kertvárosokba.

Jegyár készpénzes fizetés esetén £2,40, Oyster feltöltés esetén £1,40. A heti buszjegy ára £19,60, korlátlan számú utazásra jogosít. 11 évnél fiatalabb gyermekek ingyen utazhatnak a londoni buszokon és a croydoni villamosokon.
A repülőtér 1-2-3 termináljain közlekedő buszok:

| Célállomás   | Járatszám | Érintett kerületek                                                                                      | Közlekedik    | Átszállási lehetőség |
| ------------ | --------- | --- | ------------- | --- |
| Greenford    | 105       | Hillingdon, Ealing                                                                                      | Éjjel-nappal  | Central line-ra Greenfordban. Vonat: Southall |
| Kingston     | 111       | Hillingdon, Hounslow, Richmond upon Thames, Kingston                                                    | Éjjel-nappal  | Piccadilly line-ra Hounslow East megállónál. Vonat: Feltham, Hampton, Kingston |
| Harrow Weald | 140       | Hillingdon, Ealing, Harrow                                                                              | Éjjel-nappal  | Central line-ra Northoltban, Piccadilly line-ra South Harrowban, Metropolitan line-ra Harrowban, Overgroundra Harrow & Wealdstone megállónál. Vonat: Hayes, Northolt Park, Harrow |
| Kingston     | 285       | Hillingdon, Richmond upon Thames, Kingston                                                              | Éjjel-nappal  | Vonat: Hampton Wick, Kingston |
| Uxbridge     | A10       | Hillingdon                                                                                              | 05:00-00:00 h | Piccadilly line-ra, és Metropolitan line-ra Uxbridge-nél |
| Uxbrdige     | U3        | Hillingdon                                                                                              | 05:20-00:10 h | Piccadilly line-ra, és Metropolitan line-ra Uxbridge-nél |
| Croydon      | X26       | Hillingdon, Richmond upon Thames, Kingston, Croydon                                                     | 05:45-00:00 h | Piccadilly line-ra Hatton Cross megállónál, Tramlinkre East Croydonnál, Overgroundra West Croydonnál. Vonat: Teddington Broad Street, Kingston, Worcester Park, Sutton, Croydon   |
| Belváros     | N9        | Hillingdon, Ealing, Hammersmith and Fulham kerület, Kensington and Chelsea kerület, City of Westminster | Csak éjjel    | A járat az összes fontosabb metróvonalat és néhány vasútvonalat is érint. |

Közutak

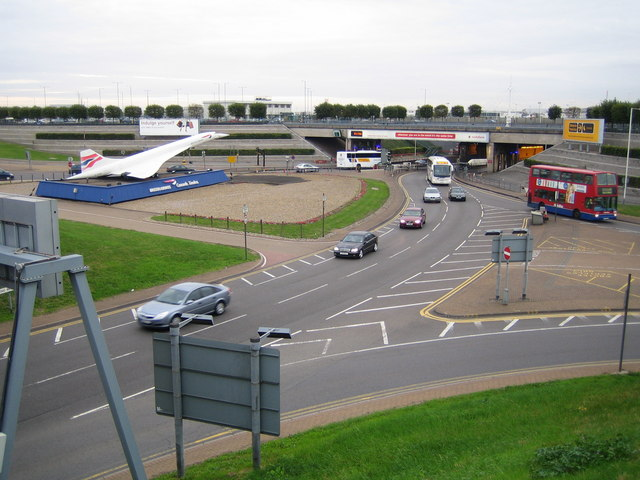
Az M4 autópálya bekötőútja a repülőtér északi felén

Heathrow az M4, az A4, az M25 és az A30 utakon érhető el. Minden terminálnál van ki- és beszállási terület, valamint rövid és hosszú időre bérelhető parkolóhelyek. A repülőtéren kívül találhatók az olcsóbb parkolók, melyeket nem a BAA üzemeltet. Ezeket buszok kötik össze a terminálokkal.
Négy párhuzamos alagút köti össze az M30 és A4 utakat a Terminal 1-3-mal. A két nagy alagutat a motorikus forgalom számára fejlesztették ki, kétsávos utakat építettek itt. A két kisebbik alagút eredetileg a gyalogos- és kerékpáros közlekedést volt hivatott segíteni, de a forgalom olyan mértékben megnőtt, hogy egy-egy sávot meg kellett nyitni az autósforgalom előtt.
A többi alagút a nagyközönség előtt zárva van, a repülőtér különböző részeit köti össze. A Heathrow Cargo Tunnel a Terminal 2&3 részt köti össze a Terminal 4-gyel és a Perimeter Roaddal. A mostanában megépülő Heathrow Airside Road Tunnel köti össze a Terminal 2&3-at és a Terminal 5-öt.
Vannak (leginkább földutak) kerékpárutak majdnem egészen a terminálokig. Az 1 és 1A parkolókban ingyenes bicikli-tároló helyek vannak, de biztonságosabb a csomagmegőrző használata. A Transport for London irodáiban ingyenes kerékpártérképek kaphatók. Címük: London Cycle Guide. Minden Heathrow-ba közlekedő vonaton van egy kocsi, ahol a kerekesszékeket és kerékpárokat lehet szállítani.

## Heathrow jövője

### A harmadik kifutópálya
Az ezt a repteret használó nagyobb légitársaságok már régóta hangoztatják egy harmadik hosszú kifutópálya szükségességét. Akik ellenzik a Terminal 5 megépítését, hasonló indokokkal ellenzik a harmadik kifutópályát is. 2003. december 14-én a közlekedési miniszter, Alistar Darling közreadott egy kormányjelentést a brit repülés jövőjéről. A legfontosabb cél az, hogy egy harmadik kifutópálya épüljön 2020-ra úgy, hogy a tulajdonosai figyelembe vesznek olyan környezetvédelmi szempontokat, mint a repülőgépek zaja, közlekedési dugók és levegőszennyezés. Sipson teljes területe és Harmondsworth nagy része eltűnne, beleértve a templomot, és a beszedett tizedek tárolására szolgáló magtárat.
Úgy tűnik, egy hatodik terminál is társul az új kifutópályához. Így a teljes kapacitás évente 115 millió utas fogadására tenné alkalmassá Heathrow-t. Erre a projektre még nincs kijelölve terület és időbeosztás.

### Új Heathrow-i Keleti Terminál

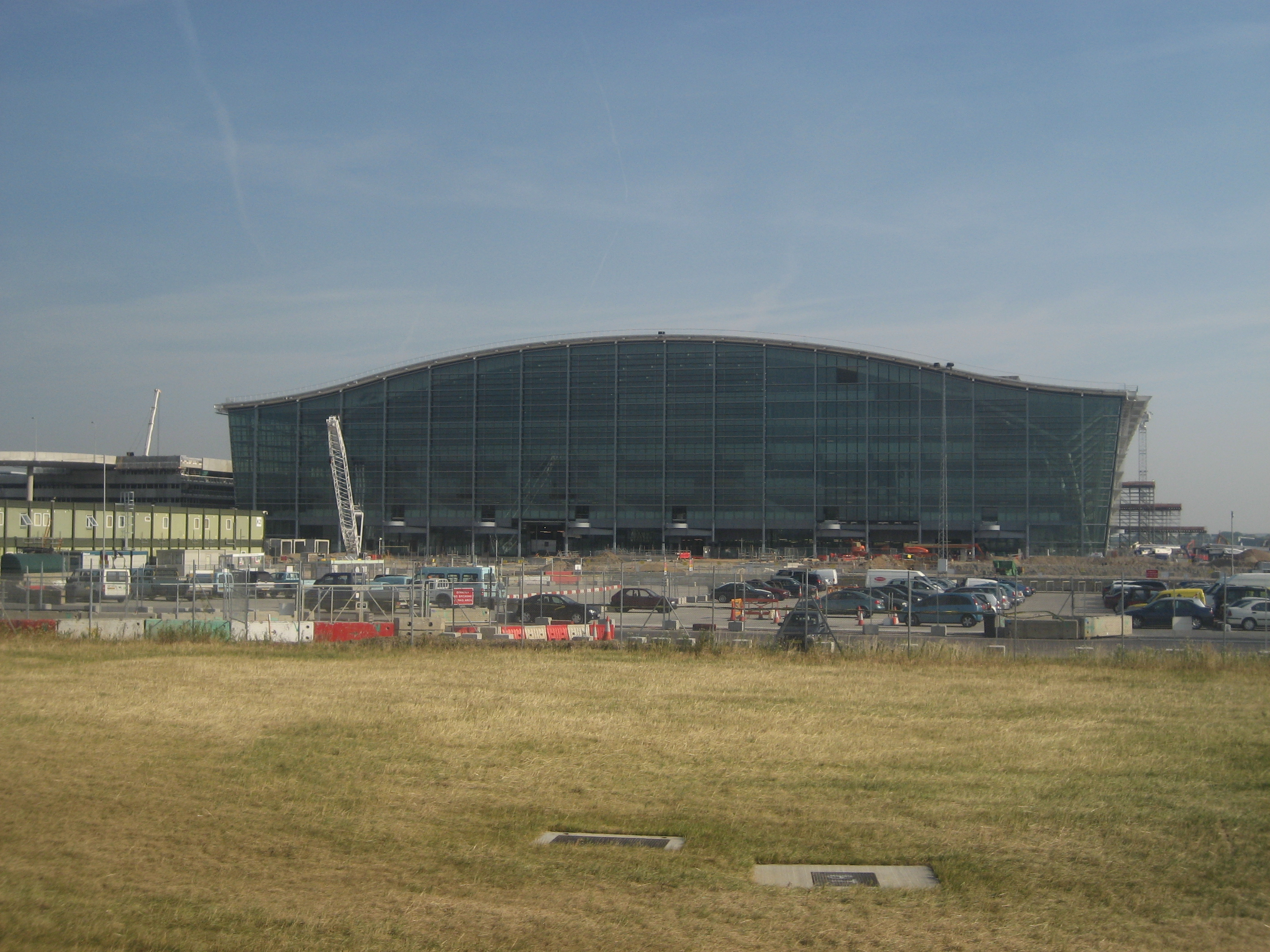
A Heathrow 5. terminálja délről nézve

2005 novemberében a BAA bejelentette, hogy a Terminal 2-t bezárják, amint kész lesz a Terminal 5, hogy teret engedjenek a Keleti Heathrow tervnek. A Terminal 2-t és a Queen's Building irodáit áthelyezték egy új, 30 milliós forgalomú terminálba. A munkálatok az eredeti elképzelés szerint 2009-től 2012-ig tartottak volna, és így a 2012-es nyári olimpia idejére kellett volna az új épületnek elkészülnie. A tervekkel ellentétben azonban a felújított terminál nemhogy az olimpia idejére nem készült el, de legalább két év késéssel, 2014 júniusában adhatják át.

### Temze-torkolat repülőtér
Bár egy harmadik kifutópálya sok lehetőséget rejt magában, sok parlamenti képviselő és helybeli azt javasolja, építsenek egy teljesen új repülőteret egy mesterséges szigeten a Temze-torkolatnál. (Erre már van működő példa Japánban). Habár a repülőtér nem Londonban lenne, de így sokkal lehetne csökkenteni a zajterhelést. Ráadásul könnyebben össze lehetne kötni az európai városokkal vasúton, így csökkentve a rövid távolságokra repülő gépek számát. Ha az új repülőtér megszerzi a szükséges engedélyeket, Heathrow-t 20 éven belül be lehetne zárni, és 30 000 új házat lehetne építeni.
A tervet egyrészről a környezetvédők, másrészről Heathrow támogatói ellenzik. Előbbiek szerint ha megépítenék az új szigetet, a terület élővilága elköltözne máshova. Utóbbiak érve az, hogy Heathrow-n már a teljes infrastruktúra rendelkezésre áll. Ráadásul Heathrow nyugati elhelyezkedése sokkal jobban megközelíthető a Londonon kívül élőknek.

## Heathrow-hoz kapcsolódó légi katasztrófák
- 1968. április 8-án a BOAC G-ARWE lajstromjelű Boeing 707–465-ös repülőgépe Szingapúron keresztül Ausztráliába tartó járatán rögtön felszállás után kigyulladt az egyik hajtómű. A motor a szárnyon keresztül a közeli Datchetben található víztározóba esett, de a gép megpróbált kényszerleszállást végrehajtani. A gép földet érés után kiégett, négy utas és egy légikísérő meghalt. 122 ember túlélte.
- 1972. június 18-án a British European Airways 548-as számú járata két és fél perccel felszállás után Staines közelében a földbe csapódott. A Hawker Siddeley HS 121 Trident típusú gép mind a 109 utasa és a kilencfős személyzete életét vesztette.
- 1985. június 23-án az Air India Montréal-London-Delhi-Bombay útvonalon közlekedő 182-es számú járatát (Boeing 747–237B, VT-EFO lajstromjel) Írországtól keletre az óceán fölött felrobbantották. Mindenki életét vesztette.
- 1988. december 21-én a Pan American World Airways Frankfurt-London-New York-Detroit útvonalon közlekedő 103-as számú járatát Lockerbie fölött, Skócia déli részén felrobbantották. A robbanás mindenkit megölt a fedélzeten, és a földön is követelt áldozatokat. A merényletet két líbiai tervelte ki, közülük 2001 januárjában egyiküket, Adbelbaszet ali Mohamed al-Megrahit életfogytig tartó szabadságvesztésre ítélték.

## Heathrow a kultúrában

### Filmek
A Heathrow gyakran szerepel különböző filmek hátteréül. 2003-ban Richard Curtis Love Actually című romantikus komédiájában lehetett látni. Egy titkos kamerát rejtettek el a Terminal 4 érkezési oldalára, és így vették fel a megérkező utasok és az őket várók találkozását. A legörömtelibb találkozások képeit berakták a film elejére és végére.
Szintén itt forgatták 1988-ban A hal neve: Wanda című film egyes részeit. Szereplői többek között Jamie Lee Curtis, és a Monty Python sztárjai, mint John Cleese és Michael Palin.
A reptér egy sokkal meglepőbb megjelenése látható az 1964-es Dr. Strangelove, avagy rájöttem, hogy nem kell félni a bombától, meg is lehet szeretni. Ripper tábornok irodájának falán lóg egy kép a Air Force bázisról, de valójában a Heathrow régi, 6 kifutópályás idejéből való a kép.
Más filmekben is vannak itt készült rövid részek, mint a Wimbledon a Terminál 1-ben, vagy a Kritikus tömeg és a Közelebb a reptér egyéb részein forgatott részei.

#### Televízió
A Monty Python egy régebbi kapcsolata felfedezhető Terry Jones „Olyan nyugtalan vagyok” című számának refrénjében: „Aggaszt a poggyászkiadó rendszer, ami Heathrow-n működik.”
Ez a helyszíne a BBC/Discovery Airport című műsorának. Az állatmegőrző központ pedig az Airport Animal dokumentumfilm-sorozatnak adott helyszínt.